# Judenspiegel – Ein Schand- und Sittengemälde alter und neuer Zeit
Der Judenspiegel – Ein Schand- und Sittengemälde alter und neuer Zeit ist ein vom deutschen Autoren und Antisemiten Hartwig von Hundt-Radowsky 1819 verfasstes Buch. Es gilt als radikales, frühantisemitisches Pamphlet.

## Geschichte
Im frühen 19. Jahrhundert bemühten sich antijüdische Autoren erheblich literarisch-agitatorisch, um gegen die bürgerliche Gleichstellung der Juden zu polemisieren. Unter anderem verwiesen sie auf den vermeintlich unausrottbaren, verderbten jüdischen Charakter und schrieben den Juden kollektive und unveränderbare negative Eigenschaften zu. Auf dem vorläufigen Höhepunkt dieser antijüdischen Kampagnen erschien Ende Oktober 1819, mit deutlichem Bezug auf die unmittelbar vorangegangenen Hep-Hep-Krawalle, der Judenspiegel. Erstmals publiziert wurde er von dem Verleger Bernhard Friedrich Voigt im Fürstentum Schwarzburg-Sondershausen. Während Hundt-Radowsky offen als Autor auftrat, tarnte sich der Verleger mit dem sprechenden Pseudonym Christian Schlagehart.
Als angeblicher Publikationsort ist, auch dies ein Verweis auf die Hep-Hep-Pogrome, Würzburg angegeben. Die Auflage betrug 5000 Stück und war in kurzer Zeit vergriffen. Nach eigenen Angaben des Autors Hundt wurden weitere 5.000 Exemplare nur drei Wochen später aufgelegt. In Preußen, Bayern und Sachsen wurde umgehend ein Vertriebsverbot wegen „Störung des Religionsfriedens“ verfügt. Im Königreich Württemberg hingegen, in dem eine relative Presse- und Publikationsfreiheit bestand, waren zugleich bis 1836 verlegerisch nichtautorisierte Nachdrucke erlaubt. Diese Umstände nutzte der Reutlinger Verleger Jakob Noa Enßlin und druckte 1821 den Judenspiegel im vollständigen Textlaut und gegen den Protest Hundts nach. Im gleichen Jahr kam in Ulm eine gekürzte, vom Buchdrucker Daniel Wagner besorgte Ausgabe auf den Markt.
Hundt plante noch vor diesen württembergischen Nachdrucken eine um einen zweiten Band erweiterte neue Ausgabe des Judenspiegels, die Vorarbeiten waren im Frühjahr 1821 abgeschlossen. Nach dem Enßlinschen Nachdruck verzichtete er auf das Projekt und übernahm die Ergänzungen in sein „antisemitisches Hauptwerk“, die dreibändige Judenschule (1822 bis 1823). Das Verwirrspiel um den neuerlich anonym auftretenden Verleger, „James Griphi“, und den fingierten Ort der Herausgabe (Jerusalem und London, in Wahrheit aber Aarau oder gar der Stuttgarter Verleger J.B. Metzler) konnte bis heute nicht geklärt werden. Die Judenschule gehört zu den umfangreichsten Schriften des Antisemitismus. Dem „Wahnwerk“, so Hundts Biograf Peter Fasel, ist im ersten Band ein Kupferstich vorangestellt, der eine sogenannte Judensau zeigt, an deren Zitzen mehrere Juden gierig saugen. Es steht zu vermuten, dass diese Illustration  für die erweiterte Ausgabe des Judenspiegels vorgesehen war. Bereits dem Enßlin-Nachdruck war ein romantisierend-verharmlosender Stich beigegeben, der auf die biblische Geschichte verweisen sollte und der ikonologisch als Weg nach Bethlehem zu deuten ist.
In Wien veröffentlichte 1848 ein anonymer Verleger ohne Verweis auf Hundt-Radowsky den Judenspiegel unter dem Titel „Die Naturgeschichte der Juden. Memoiren zur Emancipationsfrage der Juden“ in einer nur die ersten fünf Kapitel umfassenden Kürzung. In der Einleitung machte er die Juden für die revolutionären Unruhen verantwortlich.

## Inhalt

Abbildung aus dem Enßlin-Nachdruck

Der ursprüngliche Judenspiegel von Hundt-Radowsky ist in 14 Kapitel gegliedert:
1. Was waren die Juden?
2. Was sind die Juden?
3. Die Juden als Staatsbürger
4. Die Juden als Kaufleute, Geldwechsler und Hausierer
5. Die Juden als Künstler, Fabrikanten und Handwerker
6. Der Jude als Buchhändler
7. Der Jude als Gelehrter
8. Der Jude als großer und als schöner Geist
9. Aaron Cohn und Adolph Marcus Schleswicher; oder die Juden als Aesthetiker und Dramaturgen
10. Der Jude als Arzt und Apotheker
11. Der Jude als Edelman
12. Der Jude als Soldat
13. Saul Jsaschar und Aaron Marcus Schleswichers vernünftige Gedanken über Gewerbefreiheit
14. Betrachtungen über Verbesserung, Ausrottung und Vertreibung der Juden

Hundt-Radowsky bezeichnete die Juden in seinem Werk als „Untermenschen“ und „Ungeziefer“. Hervorgehoben werden heute insbesondere die vier in Abschnitt 14 aufgelisteten Forderungen Hundt-Radowskys, alle Juden als Sklaven an die Engländer zu verkaufen, die sie in ihren überseeischen Kolonien einsetzen sollten, sie in Bergwerken unter Tage arbeiten zu lassen, sie zu kastrieren und die Jüdinnen als Prostituierte in Bordellen zu beschäftigen, in denen sie wegen ihres angeblichen Knoblauch- und Zwiebelgeruches Freier vom außerehelichen Geschlechtsverkehr abhielten und so zur Sittlichkeit beitrügen. Der Autor schließt das Kapitel 14 mit den Worten:
„Am Beßten wäre es jedoch, man reinigte das Land ganz von dem Ungeziefer, und hiezu giebt es gleichfalls zwei Mittel.
Entweder, sie durchaus zu vertilgen, oder sie auch, wie Pharao, die Meininger, Würzburger und Frankfurter es gemacht haben, zum Lande hinausjagen ...
Obgleich ich, meines Orts, die Tödtung eines Juden weder für Sünde, noch für ein Verbrechen, sondern blos für ein Polizeivergehen halte, so werde ich doch nie rathen, sie, wie es jetzt in andern Fällen Mode zu werden scheint, ungehört zu verdammen und zu bestrafen.“